# Lionel Jospin
Lionel Jospin (phát âm tiếng Pháp: [ljɔnɛl ʒɔspɛ̃], phát âm tiếng Việt như là Li-ô-nen dớt-spanh; sinh ngày 12 tháng 7 năm 1937) là một chính trị gia Pháp, người giữ chức Thủ tướng Pháp từ năm 1997 đến 2002. Jospin là ứng cử viên Đảng Xã hội vào vị trí Tổng thống Pháp trong cuộc bầu cử năm 1995 và 2002. Ông đã suýt bị đánh bại trong vòng một khi thua sát nút Jacques Chirac trong năm 1995. Ông tranh cử chức vụ Tổng thống một lần nữa vào năm 2002, và hoàn toàn thua ở vòng một khi xếp sau cả Chirac và ứng viên cực hữu Jean-Marie Le Pen, sau lần nay ông đã lập tức thông báo rút lui khỏi đời sống chính trị. Hiên nay ông là hội viên Câu lạc bộ Madrid.

## Tiểu sử

### Thời niên thiếu
Lionel Jospin sinh trong một gia đình Tin lành ở Meudon (Hauts-de-Seine), ngoại ô Paris. Anh học tại Institut d'études politiques de Paris và École nationale d'administration (ENA). Anh đã tích cực hoạt động trong liên hiệp sinh viên UNEF phản đối chiến tranh ở Algeria (1954–62). Anh đã hoàn thành nghĩa vụ quân sự, sĩ quan huấn luyện thiết giáp ở Trier (Đức).